# Jules Strens
Jules Emile Lucien Strens (Elsene, 5 december 1892 – Brussel, 19 maart 1971) was een Belgisch componist, dirigent en organist.

## Levensloop
Hij was zoon van musicus Jacques Julien Joseph Strens en Marie Louise Dooms, die het kind erkenden bij hun huwelijk op 1 mei 1893.
Zijn studie deed hij aan het Koninklijk Muziek-Conservatorium te Brussel. Als componist was hij autodidact, maar hij liet zich leiden door de raadgevingen van Paul Gilson. Hij speelde viool in het orkest van de Koninklijke Muntschouwburg te Brussel en dirigeerde het orkest van de Association Symphonique de Bruxelles. Later legde hij zich vooral op het orgelspel toe.
Sinds 1926 behoorde hij tot de groep De Synthetisten als leerling van Paul Gilson. Deze groep wilde een Belgische tegenhanger vormen voor de Franse componistengroep Les Six met Darius Milhaud, Arthur Honegger, Francis Poulenc, Georges Auric, Louis Durey en Germaine Tailleferre. De bedoeling was de diverse tendensen in de muziek van die tijd te synthetiseren (samen te laten smelten). De Synthesisten schreven nogal was werken voor harmonieorkest, enerzijds aangespoord door hun leervader en meester Paul Gilson, anderzijds op verzoek van de kapelmeester Arthur Prévost en "zijn" Groot Harmonieorkest van de Belgische Gidsen, destijds het enige beroepsharmonieorkest in België was.
Strens' composities en hij persoonlijk werden diverse keren onderscheiden. Zijn eerste composities waren beïnvloed door de stijl van Richard Strauss, voornamelijk terug te vinden in zijn symfonische variaties Gil Blas. Een dominant element in zijn compositiestijl is het gebruik van polyritmische structuren. Deze techniek is te horen in Danse funambulesque (diverse keren op plaat vastgelegd), Danse tragique en (vanzelfsprekend) in de Rhapsodie polyrythmique.

## Composities

### Werken voor orkest
- 1918 Britannicus voor orkest
- 1923 Les elfes op. 5 voor orkest
- 1924 Deux esquisses op. 6 voor klein orkest
- 1924 Images enfantines: 1e suite op. 7 voor klein orkest
- 1925 Berceuse et danse op. 11 voor klein orkest
- 1927 Rapsodia zingara op. 15 voor orkest
- 1927 Préludes lyriques op. 16 voor orkest
- 1927 Suite héroïque voor orkest
- 1930 Danse funambulesque op. 18 voor symfonieorkest
- 1930 Saturnale op. 19 voor klein orkest
- 1931 Roland op. 20 voor orkest
- 1937 Le chanteur de Naples op. 27 voor orkest
- 1938 Danse tragique op. 29 voor orkest
- 1945 Marche des vainqueurs op. 35 voor orkest
- 1953 Rapsodie polyrythmique op. 49 voor orkest
- 1970 Ensorciana voor orkest
- Brasilia - Suite voor orkest
- Les gracieuses voor orkest
- Lied d'avril voor orkest
- Nocturne et ballade voor klein orkest

### Concerten voor soloinstrumenten met orkest
- 1938 Fantaisie concertante op. 28 voor piano en orkest
- 1951 Concerto op. 47 voor viool en orkest
- 1958 Concerto op. 53 voor orgel en strijkorkest

### Werken voor harmonieorkest
- 1929 Danse funambulesque - (Koordendans) choreografische schets op. 12 voor harmonieorkest
- 1939 Dans tragique voor harmonieorkest
- 1940 Carnaval d'Eté voor harmonieorkest (onderscheiden met een eerste prijs van de Belgische Provincie Brabant)
- 1955 Gil Blas symfonische variaties naar Lesage voor harmonieorkest

### Vocale muziek met orkest of instrumenten
- 1917 Choses de l'enfance voor tenor en piano - tekst: Georges Rodenbach
- 1931 Cinq mélodies op. 21 voor sopraan en piano - tekst: André Van Hasselt
- 1935 Le matin op. 24 voor tenor en orkest - tekst: Emile Verhaeren
- 1938 Symphonie sylvestre op. 30 voor soli, koor en orkest - teksten: Louis Timmermans
- Avion d'amour voor middenstem en piano - tekst: John Wigton
- Mon torero voor mezzosopraan en kamerorkest - tekst: John Wigton

### Missen
- 1924 Messe en mi mineur op. 8 voor gemengd koor en orgel

### Muziektheater

#### Opera's
| Voltooid in | titel                           | aktes | première | libretto      |
| ----------- | ------------------------------- | ----- | -------- | ------------- |
| 1937        | Le Chanteur de Naples           |       |          |               |
| 1941        | La Tragédie d'Agamemnon, op. 32 |       |          |               |
|             | C'est la faute à la lune        |       |          | B. Mouret     |
|             | Quand l'amour veut              |       |          | Ernest Mouret |

#### Toneelmuziek
- Noces vénitiennes - tekst: Emile Vauthier

### Werken voor orgel
- 1917 Oeuvres pour Grand'Orgue
- 1917 Sonate
- 1945 Variations de Noël sur un thème wallon op. 37
- 1948 Chant des adieux op. 38
- 1948 Belle nuit, sainte nuit op. 39
- 1948 Vixit op. 40/a
- 1950 Marche provençale op. 46
- 1950 Sinfonietta op. 42
- 1952 Pièces pour orgue 1
- 1955 Huit préludes de choral
- 1955 Sieben Choralvorspiele op. 51
- 1956 Preludio, Aria e Toccata op. 52
- 1957 Pièces pour orgue 2
- 1957 Prélude et fugue en fa
- 1960 Pièces pour orgue 3
- 1962 Préludes
- 1964 Pièces pour orgue
- Dix petits préludes
- Fuga in f moll
- Gloria - Album I
- Gloria - Album II
- Gloria - Album III
- Gloria - Album IV
- Gloria - Album V
- Minuetto, aria e toccata
- Prélude et fugue en mi mineur
- Prélude et fugue en sol

### Werken voor piano
- 1924 Images enfantines op. 7
- 1926 Guignol
- 1926 Mon Ami Pierrot
- 1926 Ariette op. 14
- 1927 Ouverture
- 1946 Sonatine classique op. 36
- 1954 Moto perpetuo
- 1964 Fantaisie burlesque op. 56
- Marche romaine
- Sélection du célèbre concerto de Robert Schumann
- Six danses modernes

### Kamermuziek
- 1917 Quatuor à cordes en fa op. 1 voor 2 violen, alt en cello
- 1922 Poème op. 4 voor altviool en piano
- 1925 Quatuor à cordes nº1 op. 9 voor 2 violen, alt en cello
- 1926 Sonate op. 13 voor cello en piano
- 1929 Quatuor à cordes nº2 op. 14 voor 2 violen, alt en cello
- 1933 Quatuor à cordes nº3 op. 23 voor 2 violen, alt en cello
- 1935 Sextuor op. 24 voor 2 violen, 2 altviolen en 2 cello's
- 1935 Quatuor à cordes nº4 op. 26 voor 2 violen, alt en cello
- 1943 Quintette op. 34 voor fluit, hobo, klarinet, hoorn en fagot
- 1950 Quartetto op. 44 voor 4 hoorns in fa
- 1952 Sonate op. 48 voor viool en altviool
- 1954 Sonate op. 54 voor altviool en piano
- 1954 Quatuor op. 55 voor viool, altviool, cello en piano
- 1951 Suite sur des airs de chasse op. 45 voor 4 hoorns in fa
- Andante op. 10 voor klarinet en piano
- Petite musique de nuit voor viool en piano

### Werken voor accordeon
- La guinguette